# Густав Гір
Густав Гір (нім. Gustav Gihr; 18 серпня 1894, Гайзінген — 31 жовтня 1959, Кобленц)  — німецький воєначальник, генерал-майор вермахту.

## Біографія
Учасник Першої світової війни. Після закінчення війни перейшов працювати в поліцію. 16 березня 1936 року перейшов у вермахт. Учасник Польської і Французької кампаній. З вересня 1943 по 27 лютого 1944 року — командир 95-ї, з 20 жовтня по 17 листопада 1943 року — одночасно 216-ї, з 30 листопада по 8 грудня 1943 року — одночасно 7-ї, з 27 лютого 1944 року — 45-ї, з 9 квітня 1944 року — 35-ї, з 11 травня 1944 року — 110-ї, з 15 травня 1944 року — 707-ї піхотних дивізій. 27 червня 1944 року Гір був захоплений у радянський полон.
8 грудня 1944 роки 50 німецьких генералів з комітету «Вільна Німеччина», серед яких був і Гір, підписали так зване «Звернення 17 генералів» під назвою «До народу і армії», в якому закликали німецький народ і армію припинити підтримку нацистського режиму, щоб якомога швидше закінчити війну. 11 жовтня 1955 року Густав Гір був звільнений з радянського полону і повернувся на батьківщину.

## Звання
- Фанен-юнкер (10 січня 1914)
- Фенріх (25 серпня 1914)
- Лейтенант (2 жовтня 1914)
- Оберлейтенант (20 червня 1918)
- Оберлейтенант поліції (7 жовтня 1920)
- Гауптман поліції (7 листопада 1921)
- Майор поліції (29 січня 1934)
- Майор (16 березня 1936)
- Оберстлейтенант (1 квітня 1937)
- Оберст (1 квітня 1940)
- Генерал-майор (1 жовтня 1943)

## Нагороди
- Залізний хрест
  - 2-го класу (23 вересня 1914)
  - 1-го класу (1 червня 1917)
- Орден Церінгенського лева, лицарський хрест 2-го класу з мечами (11 серпня 1916)
- Нагрудний знак «За поранення» в золоті (1 липня 1918)
- Почесний хрест ветерана війни з мечами (14 січня 1935)
- Медаль «За вислугу років у Вермахті»
  - 4-го, 3-го і 2-го класу (18 років) (2 жовтня 1936) — отримав 3 медалі одночасно.
  - 1-го класу (25 років) (10 січня 1939)
- Застібка до Залізного хреста
  - 2-го класу (19 грудня 1939)
  - 1-го класу (6 липня 1940)